# Bergen, Oberbayern
Bergen är en kommun och ort i Landkreis Traunstein i Regierungsbezirk Oberbayern i förbundslandet Bayern i Tyskland.
Kommunen ingår i kommunalförbundet Bergen tillsammans med kommunen Vachendorf.